# Ligustrum ibota
Ligustrum ibota är en syrenväxtart som beskrevs av Philipp Franz von Siebold. Ligustrum ibota ingår i släktet ligustrar, och familjen syrenväxter. Inga underarter finns listade i Catalogue of Life.